# Вулиця Княжа (Львів)
Вулиця Княжа — вулиця у Галицькому районі міста Львова, в місцевості Кайзервальд, у підніжжя Замкової гори. Починається від вулиці Максима Кривоноса та прямує до кінця забудови, де вузькою пішохідною стежкою сполучається з вулицею Високий Замок.

## Історія
Наприкінці XVIII століття, нинішня вулиця Княжа, була звичайною дорогою, що вела до порохового депо № 2, спорудженого австрійським військом на тому місці, де нині знаходиться комплекс будівель Львівської обласної державної телерадіокомпанії. Цей склад вибухових речовин проіснував на місці нинішньої Львівської обласної державної телерадіокомпанії до початку XX століття. Тому до кінця XIX століття вулиця не була забудована. До 1871 року ця дорога мала назву Unterhalb des Franz Josefs Berges (укр. Під горою Франца Йосифа) через своє розташування під Замковою горою, яку за австрійських часів називали Пісковою горою, а після відвідин у 1851 році цісарем — горою Франца Йосифа, хоча вже від 1869 року вулиця мала назву На Копець, бо над нею на вершині Високого Замку починаючи від 1869 року споруджувався копець Люблінської унії. Паралельно вживалася ще назва Копцьова. яка стала офіційною від 1871 року. Під час німецької окупації, від 1943 року й до липня 1944 року, мала назву Pulvermagazingasse (укр. Алея порохового складу), на згадку про колишній пороховий склад, що розташовувався тут. По війні, у липні 1944 року на короткий час повернена передвоєнна назва Копцова і вже у жовтні 1945 року отримала назву вулиця Історична, але вже за два місяці, у грудні того ж 1945 року, вдруге повернена назва Копцова. У 1950 році уточнена на вулицю Курганну. Сучасна назва вулиця Княжа, походить з 1993 року, на згадку про давню назву Високого Замку — Княжа гора.

## Забудова
В архітектурному ансамблі вулиці Княжої переважають будівлі збудовані у стилі віденського класицизм, раціональна постсецесія. Лише один з будинків внесено до Реєстру пам'яток архітектури місцевого значення. 
Триповерхова на високому цоколі кам'яниця під № 2 була збудована близько 1910 року у стилі раціональної постсецесії. Фасад оздоблений декоративними елементами середземноморської готики та аркадового стилю. На початку XX століття тут мешкав архітектор та будівничий Мартин Штробль, який міг бути автором проєкту цього та сусідніх будинків.
У стилі пізньої сецесії збудована сусідня кам'яниця під № 4. Натомість триповерхова чиншова кам'яниця під № 6 збудована на початку XX століття має певні особливості, зокрема, фасадні стіни другого та третього поверхів муровані нетинькованою цеглою вохристого та брунатного кольорів, які утворюють орнаменти. З наступними двома кам'яницями під № 8, 10 утворюється унікальний ансамбль цегляного декоративного мурування. За цими двома постсецесійними будинками 1910-х років вулицю завершує чотириповерхова кам'яниця під № 16 зведена у 1928—1930 роках за проєктом архітектора Тадеуша Врубеля та під керівництвом інженера Єжи Нехая для Зиґмунта та Анни Ґаллетів. Житлові приміщення в будинку зосереджені навколо холу, розміщеного на центральній поперечній осі. Ліворуч до фасаду прибудований гараж, над яким надбудовано веранду в кришталкових формах та влаштовано підпірну стінку, яка захищає будинок від імовірного зсуву ґрунту з боку Замкової гори. Композиція головного фасаду симетрична, архітектурний декор повністю витриманий в стилістиці ар-деко. По вертикалі фасад почленований профільованими міжповерховими тягами. Симетрію фасаду підкреслює центрально розміщений еркер, який підтримується скульптурними кронштейнами з фігурками путті, а на рівні четвертого поверху завершується балконом із ажурними ґратами у стилістиці ар-деко. Під вікном третього поверху розташована барельєфна вставка з рельєфом «Церера з єдинорогом», виконана скульптором Зигмунтом Курчинським у стилі ар-деко. Фасад завершений профільованим карнизом. Частина будинку здавалася в оренду. Будинок внесений до реєстру пам'яток архітектури місцевого значення під охоронним № 122-м.
На території колишнього порохового депо № 2 архітектором Зигмунтом Шмукером у 1912—1914 роках була запроєктований будинок під № 9 — вілла Самуеля-Гірша Вайнвельда разом з навколишнім садом, але проєкт з невідомих причин не був реалізований його автором.

Світлини вуличної забудови
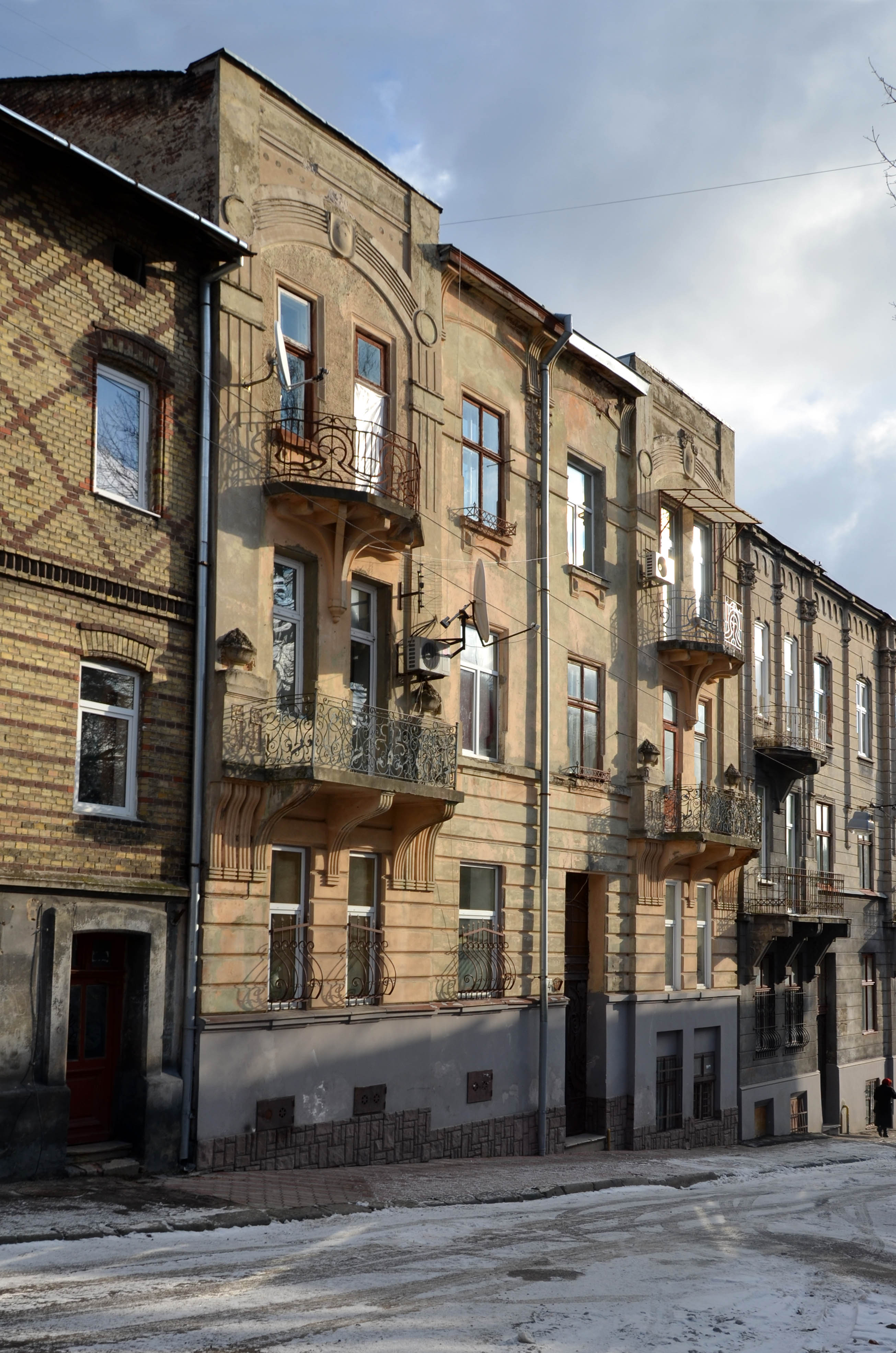
Житловий будинок (вул. Княжа, 4)
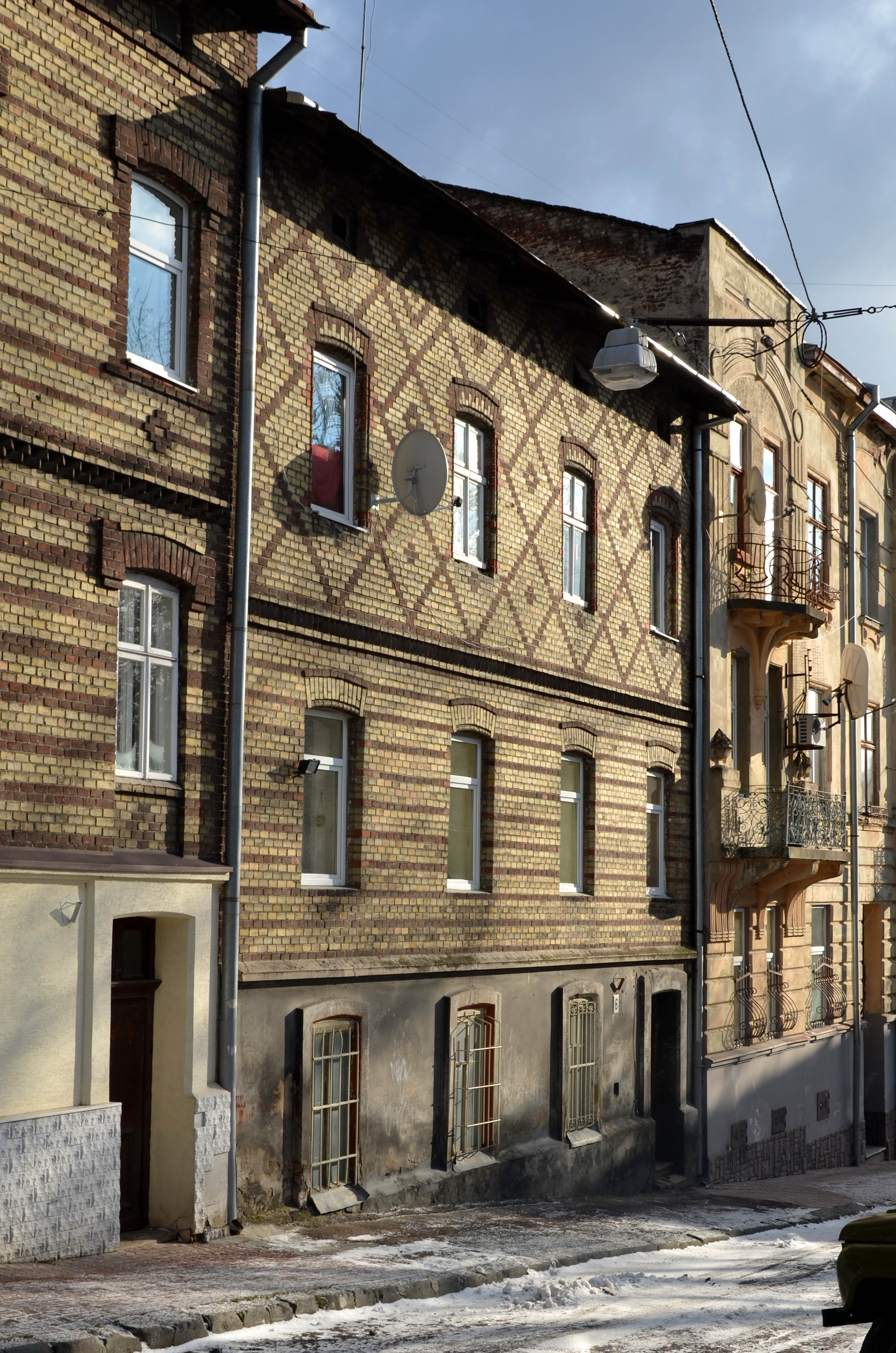
Житловий будинок (вул. Княжа, 6)
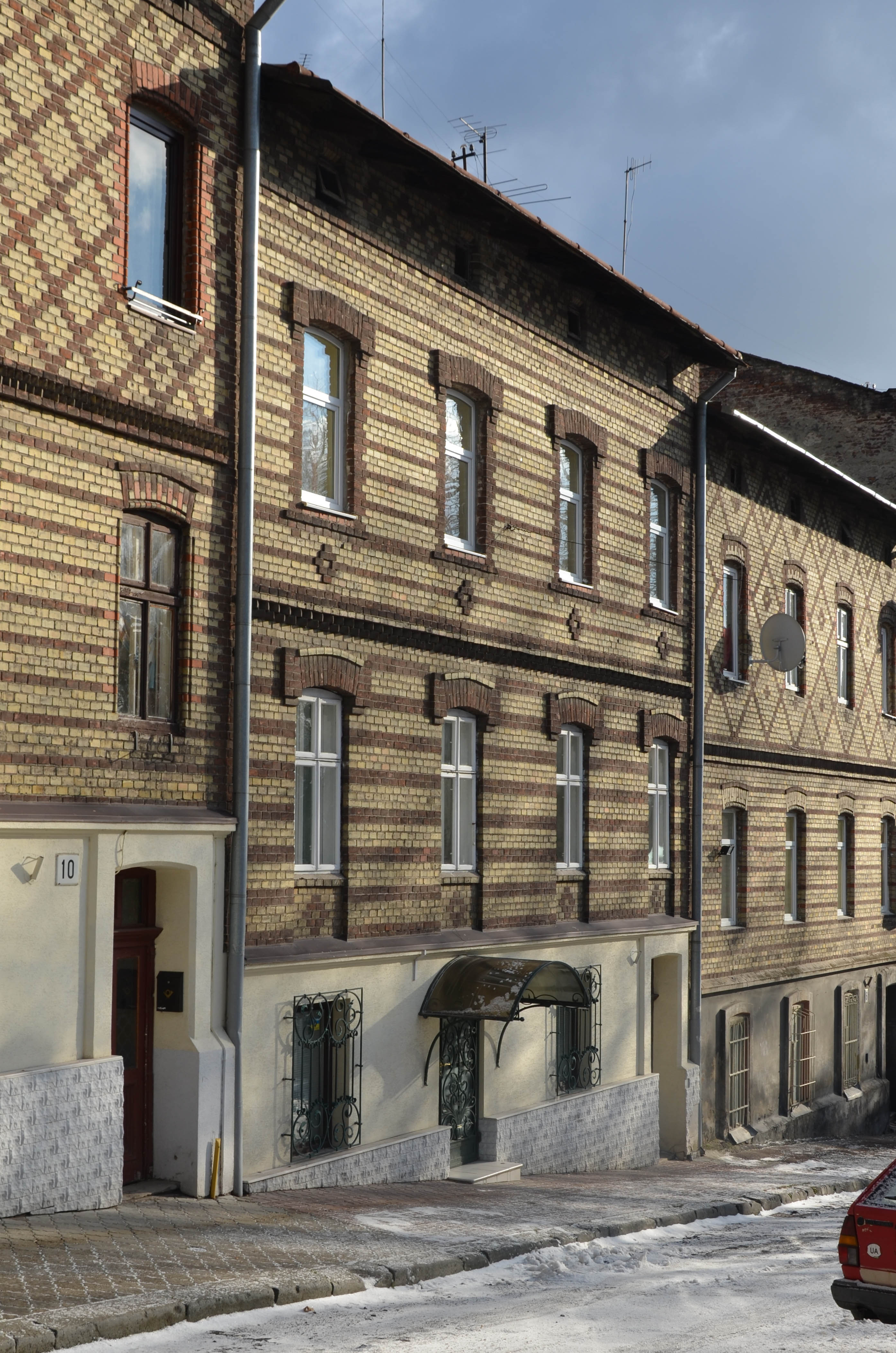
Житловий будинок (вул. Княжа, 8)
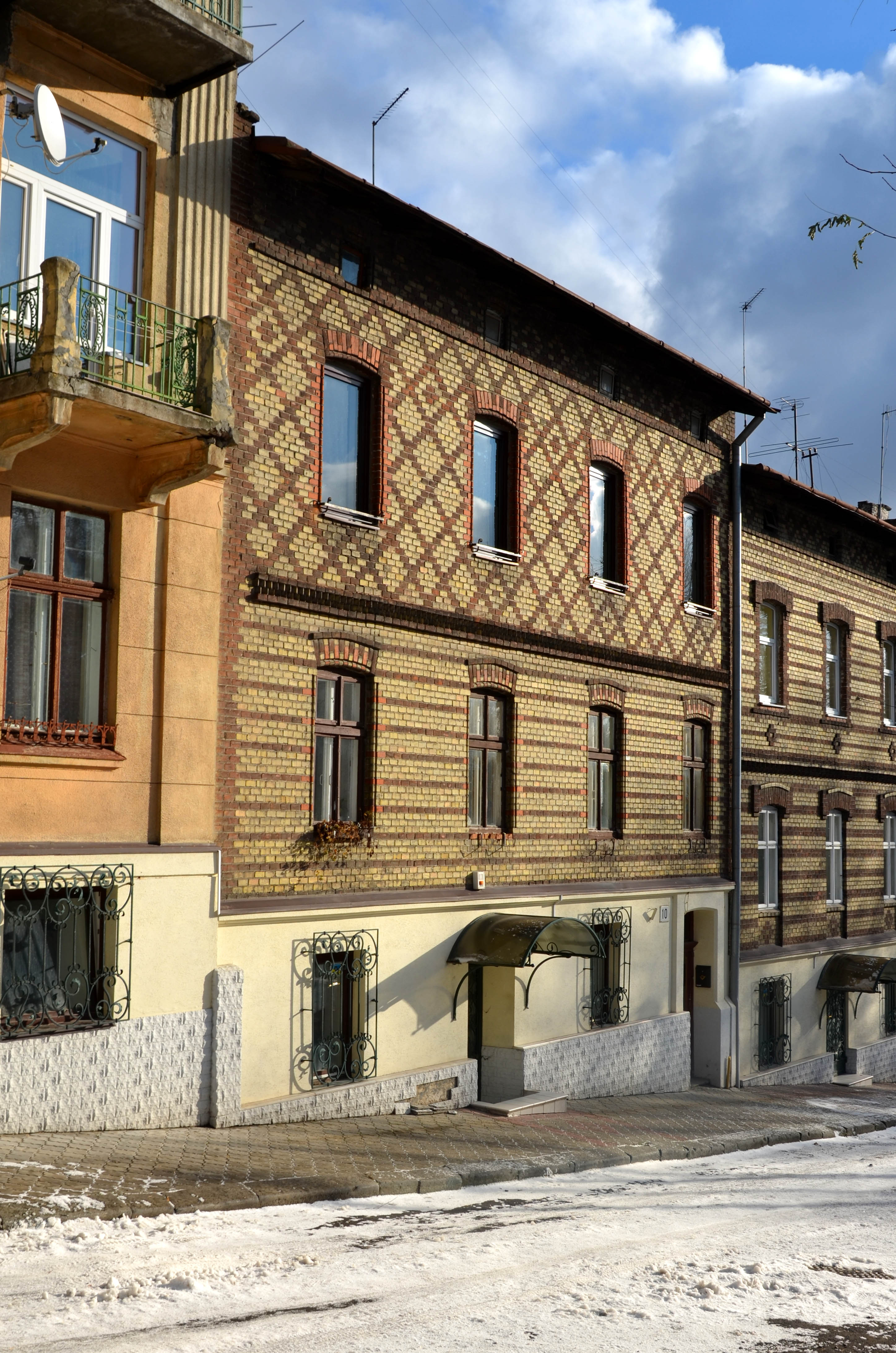
Житловий будинок (вул. Княжа, 10)
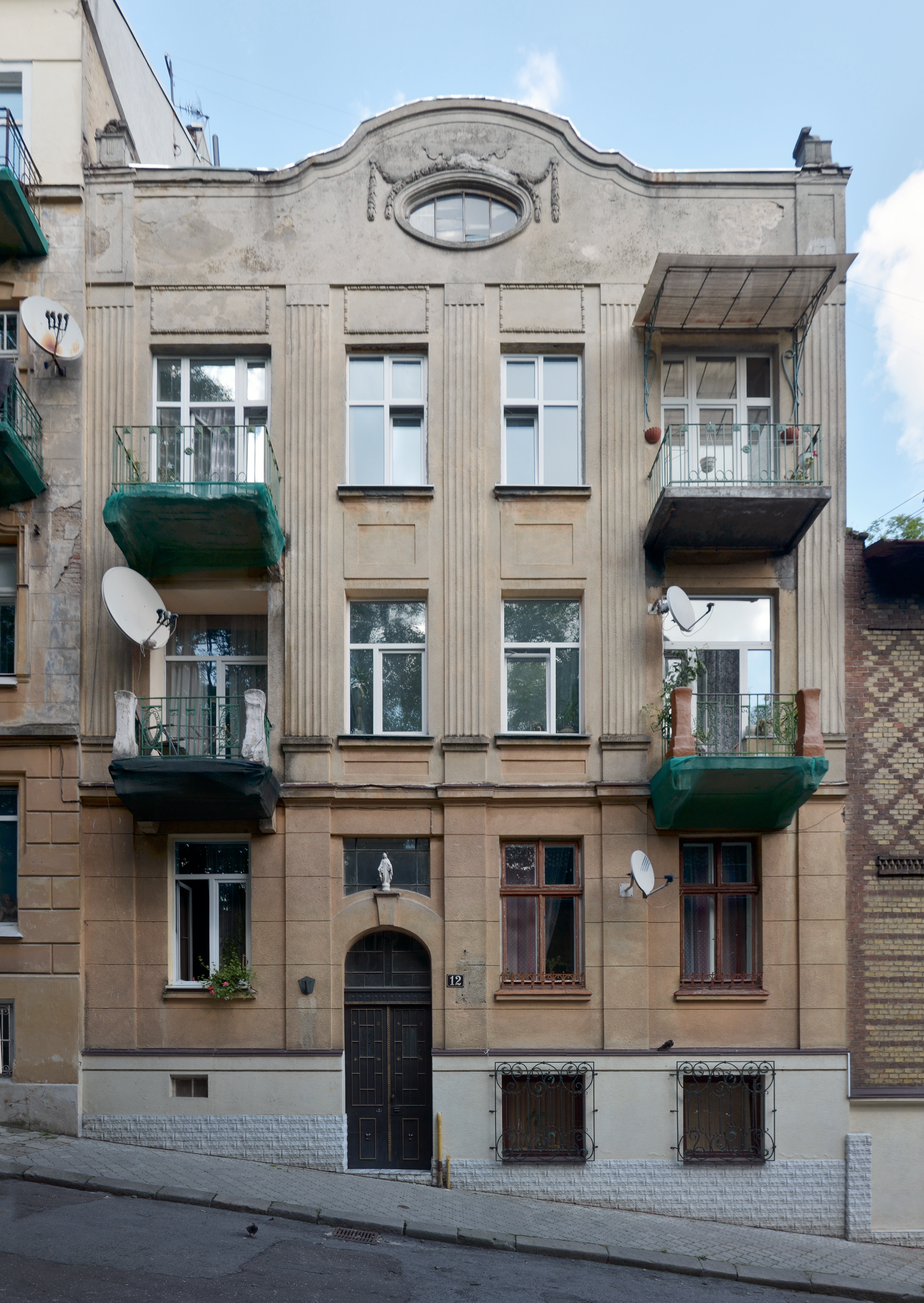
Житловий будинок (вул. Княжа, 12)
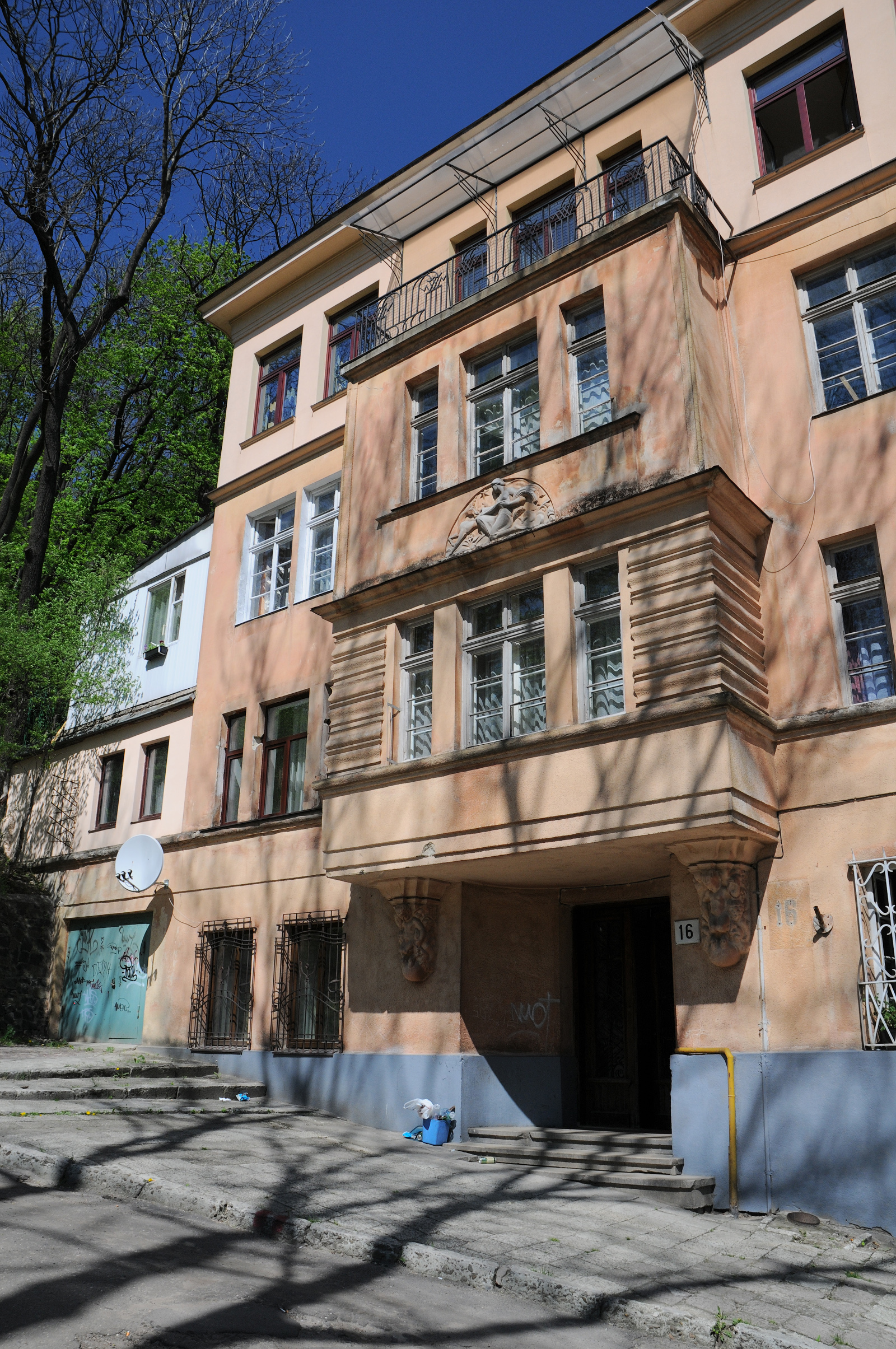
Кам'яниця Ґаллетів (вул. Княжа, 16)